# Windows 8新功能
Windows 8基於Windows 7核心上，仍包含了許多的新功能。

## 界面

開始畫面

Charm工具列

「音樂」程式使用帖靠功能顯示

- Windows UI：Windows 8 採用重新设计的 Windows UI 风格（舊名為）的「開始頁面」，而取消了已沿用多年的「開始功能表」，Windows UI界面适用于觸控式螢幕和滑鼠控制。這個新的开始頁面类似 Windows Phone 7，包含了许多生动的应用图标。登入新的开始頁面後不會即時載入桌面，以增加速度。同时该界面上也包含了“桌面”图标以方便用户回到传统的系统桌面。Metro界面包含一个新的登入和锁定頁面，並會显示时间日期及通知。

- Charm工具列：Windows 8 中還包含了 Charm（超级按钮）工具列和Live Tile（动态磁贴）。 Charm工具列上有5 個按鈕，分別是：搜索、分享、開始、設備、設置。新版Charm 工具列位於畫面右側，而開發者預覽版中則位於界面左下方。

- Ribbon界面：資源管理器會採用與Microsoft Office 2010類似的界面，例如將「複製」和「刪除」等功能鍵放到視窗上方，同時提供了簡潔和專業兩種界面選擇。用戶可以在文件移動或複製的過程中，進行停止、暫停和恢復。

## 啟動

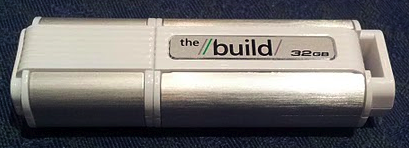
Windows to Go USB系统运行盘

- 微軟將要求新的個人電腦有UEFI的安全引導功能，默認情況下啟用被給定的Windows 8認證。微軟要求，製造商必須提供能夠關閉的x86硬件上的安全引導功能。[1]* Windows 8將基於UEFI的功能使用安全啟動，以防止未經授權的固件、操作系統或UEFI驅動程序在啟動時運行。

- Windows 8 的開機階段載入電腦硬件系統將以支援UEFI為主。搭配固態硬碟（SSD）狀態下，可讓開機在數秒內完成。[2][3]但仍保留對傳統BIOS的支援。[4]

- Windows 8提供Windows To GoUSB裝置啟動，只要把Windows 8安裝在USB介面儲存媒體內，便可以在不同電腦啟動Windows 8，提供了極大的方便。

## 應用程式
- Windows 8分為傳統型應用程式及Metro型應用程式。全部Metro應用程式及部份傳統型應用程式可在Windows Store購買。Windows Store為Windows 8新增的應用程式發佈平台，將允許Windows用戶下載免費應用程序或付費購買應用程序。[5]

## 其他
- 新的資源管理器支持右單擊加載ISO、IMG 和VHD 文件。而Windows 7 僅支持通過磁盤管理器或命令行界面加載VHD。
- Windows 8 中內置了安全防護軟件Windows Defender，內核和界面和Microsoft Security Essentials相同。旨在提高系統安全性，查殺惡意軟件與引導啟動的惡意軟件。
- Windows 7 軟體都可以直接在 Windows 8 上應用。
- 更新過的工作管理員會將未在螢幕上執行的軟件暫時凍結，即不佔用CPU。
- 全新的「Reset and Refresh PC」（重置與刷新 PC）功能，讓你可以很容易地把電腦抹乾淨並還原。
- Windows 8 將內建 Hyper-V 虛擬化軟體（原先只支援Windows Server 2008）。
- 多螢幕將支援橫跨螢幕的單一桌布，以及各螢幕獨立的工作列。
- 強化了放大鏡功能。
- Mail、Photos、Calendar和 People 等軟件提供 Metro 式的更新。
- 個人化設定可以在多台 Windows 8 裝置間同步。
- 硬件配備需求降低，就算是 Lenovo S10（Intel Atom N270 1.6GHz，DDR2 667MHz 1024MB）也可正常運行 Windows 8。
- 內置 近场通信 功能的 Windows 8 裝置將可以用 Tap-to-share 功能分享內容。
- 登入系統會使用以相片為基礎。
- Windows 8 會支援 ARM 架構處理器芯片，以改善在平板電腦上的表現。[6][7][8]
- Windows 8 將原生支援USB 3.0，並向下相容USB 2.0和USB1.1，用戶將會得到更快的傳送速度。[9]

- 图片解锁屏幕：除了传统的密码解锁方式以外，一个新的授权方式允许用户采用一组滑动手势在选定的图片上来解锁屏幕。这组手势会记录滑动轨迹的形状、方向、起点及终点，但仅限于点、线条或圆。微软认为这样的解锁方式可以提高登入系统的速度。三次错误的手势输入会导致系统被锁定，并要求用户输入传统密码。

## 新標誌
- 2012年2月18日，微軟證實，Windows徽標將大幅簡化，以反映新的Metro風格。前身旗形標誌轉化成長方形，並加入透視效果。[10]